# Hiroki Kuroda
Pour les articles homonymes, voir Kuroda.
Hiroki Kuroda (黒田 博樹, Kuroda Hiroki, né le 10 février 1975 à Ōsaka, Japon) est un lanceur droitier de baseball. Il a joué en Ligue centrale du Japon pendant 11 saisons avant d'évoluer dans la Ligue majeure de baseball pour les Dodgers de Los Angeles et les Yankees de New York. Il est agent libre après 3 saisons chez ces derniers.

## Biographie

### Carrière au Japon
Hiroki Kuroda est né et a grandi à Osaka où il a étudié dans le lycée Uenomiya. Étudiant à l'université Senshu de Tokyo, il est sélectionné par les Hiroshima Toyo Carp au deuxième tour de la draft en 1996. Au début de sa carrière, il est dans l'ombre de Toshikazu Sawazaki, premier choix de la draft 1996 et Recrue de l'année en 1997. Pourtant, Kuroda devient progressivement un lanceur partant constant alors que Sawazaki perd en efficacité. En 1999, il fait partie de l'effectif de l'Équipe du Japon de baseball pendant la Coupe intercontinentale 1999, lançant un match complet avec blanchissage contre Taiwan lors du tour préliminaire.
De 2001 à 2003, il aligne trois saisons avec au moins 10 victoires. En 2003, il est le lanceur partant du premier match de la saison, mais connait des débuts difficiles. Il améliore ses statistiques lors de la deuxième moitié de la saison, terminant avec 13 victoires. En 2004, il participe au tournoi de baseball aux Jeux olympiques d'été de 2004 à Athènes où le Japon décroche la médaille de bronze face au Canada. Aligné comme stoppeur, il est crédité de deux victoires en 3 apparitions.
En 2005, il mène la Ligue centrale au nombre de victoires (15) et il remporte deux trophées majeurs : le Best Nine Award du meilleur lanceur et le Japanese Golden Glove pour ses qualités défensives. Avant le début de la saison 2006, il est sélectionné en équipe du Japon pour participer à la première édition de la Classique mondiale de baseball, mais une blessure pendant une séance d'entraînement l'oblige à se retirer. Remis de sa légère blessure, il continue sur sa lancée de la saison 2005 avec la meilleure moyenne de points mérités de la Ligue centrale (1,85) à la fin de la saison 2006.
Le 31 mai 2006, il est assuré de devenir agent libre en fin de saison et donc de choisir son futur club en fonction des contrats proposés. Malgré une politique de non renégociation avec ses joueurs devenus agent libre, les Carp proposent un contrat de quatre saisons pour un montant de 1 milliard de yens le 15 octobre 2006 pour conserver leur meilleur lanceur et espérer décoller du fond du classement de la Ligue centrale. Le 6 novembre, Kuroda signe un contrat de 1,2 milliard de yens incluant 200 millions de yens de bonus à la signature et un salaire annuel de 250 millions de yens. Ce nouveau contrat prévoit que Kuroda pourra négocier avec une équipe de Ligue majeure comme agent libre pendant ses quatre années avec les Carp.

### Ligue majeure de baseball

#### Dodgers de Los Angeles
Après une saison 2007 décevante pour les Carp loin de la tête du classement, Kuroda annonce le 18 octobre son intention de jouer pour un club de Ligue majeure en 2008. Le 12 décembre, les Dodgers de Los Angeles annoncent la signature d'un contrat de trois saisons avec Kuroda pour un montant de 35,3 millions de $.
Après avoir gagné sa place dans la rotation des Dodgers lors du camp d'entraînement de présaison, il fait ses débuts en MLB le 4 avril contre les Padres de San Diego. Il est crédité de sa première victoire après 7 manches lancées, 4 retraits sur prises et malgré un circuit accordé à Brian Giles. Kuroda amorce 31 rencontres pour les Dodgers en 2008, et présente une fiche de 9-10 avec une moyenne de points mérités de 3,73. En séries éliminatoires, il est le partant de son équipe dans deux rencontres. À chaque fois, il mérite une décision gagnante : d'abord contre les Cubs de Chicago en Série de division, puis face aux Phillies de Philadelphie en Série de championnat de la Ligue nationale.
En 2009, il est le lanceur partant des Dodgers au match d'ouverture de la nouvelle saison, le 6 avril à San Diego. Durant l'année, Kuroda est à l'écart du jeu à quelques reprises. Le 15 août, il est atteint à la tempe par une balle frappée en flèche par Rusty Ryal, des Diamondbacks de l'Arizona, et quitte le terrain sur une civière. Un scan ne révèle rien d'anormal et il obtient son congé de l'hôpital le lendemain. Malgré les blessures, il débute 20 parties des Californiens cette année-là. Sa fiche est de 8-7 avec une moyenne de 3,76. En séries éliminatoires, il effectue une très difficile sortie en Série de championnat, accordant six points en une manche en un tiers lancée et encaissant la défaite face aux Phillies.
À sa dernière année de contrat avec Los Angeles en 2010, il effectue 31 départs, présente un dossier négatif de 11-13, mais une moyenne de points mérités à la baisse (3,39) par rapport aux deux campagnes précédentes. En novembre 2010, il signe un nouveau contrat pour une saison avec les Dodgers.

#### Yankees de New York
Devenu agent libre après 4 saisons chez les Dodgers, Kuroda signe en janvier 2012 un contrat d'une saison avec les Yankees de New York.
Kuroda est avec CC Sabathia le pilier de la rotation de lanceurs partants des Yankees en 2012. Il effectue 33 départs et lance 219 manches et deux tiers, au cours desquelles sa moyenne de points mérités de 3,32 est la meilleure des partants de l'équipe. Il remporte 16 victoires, un nouveau record personnel, contre 11 défaites.
Agent libre après cette saison, il signe le 20 novembre 2012 un nouveau contrat d'une année avec les Yankees. 
Kuroda lance 201 manches et un tiers pour les Yankees en 2013. Sa moyenne de points mérités est de 3,31. Il amorce 32 rencontres et compte au moins 200 manches lancées pour une 3e année de suite. Il remporte 11 victoires contre 13 défaites pour un club qui éprouve souvent des difficultés en offensive.
Le 7 décembre 2013, Kuroda signe un 3e contrat d'une saison avec les Yankees. Sa nouvelle entente lui vaudra 16 millions de dollars en 2014.
En 2014, il remporte 11 victoires contre 9 défaites en 32 départs et affiche une moyenne de points mérités de 3,71 en 199 manches lancées.

## Vie personnelle
Hiroki Kuroda et son épouse Masayo sont les parents de deux filles, Hinatsu (née le 18 novembre 2002) et Wakana (née le 13 août 2005). 
Kuroda a fait un don de 50 000 dollars à la suite du dévastateur tremblement de terre de mars 2011 au Japon. Il donne aussi 100 000 dollars annuellement à la fondation Think Cure pour la lutte contre le cancer.

## Statistiques de joueur

### Championnat du Japon
| Statistiques de lanceur |            |            |     |     |     |    |    |        |      |      |
| Saison                  | Équipe     | Ligue      | G   | GS  | W   | L  | SV | IP     | SO   | ERA  |
| 1997                    | HIR        | NPB        | 23  | 19  | 6   | 9  | 0  | 135.0  | 64   | 4,40 |
| 1998                    | HIR        | NPB        | 18  | 6   | 1   | 4  | 0  | 45.0   | 25   | 6,60 |
| 1999                    | HIR        | NPB        | 21  | 14  | 5   | 8  | 0  | 87.2   | 55   | 6,78 |
| 2000                    | HIR        | NPB        | 29  | 14  | 9   | 6  | 0  | 144.0  | 116  | 4,31 |
| 2001                    | HIR        | NPB        | 27  | 14  | 12  | 8  | 0  | 190.0  | 146  | 3,03 |
| 2002                    | HIR        | NPB        | 23  | 15  | 10  | 10 | 0  | 164.1  | 144  | 3,67 |
| 2003                    | HIR        | NPB        | 28  | 20  | 13  | 9  | 0  | 205.2  | 137  | 3,11 |
| 2004                    | HIR        | NPB        | 21  | 14  | 7   | 9  | 0  | 147.0  | 138  | 4,65 |
| 2005                    | HIR        | NPB        | 29  | 17  | 15  | 12 | 0  | 212.2  | 165  | 3,17 |
| 2006                    | HIR        | NPB        | 26  | 18  | 13  | 6  | 1  | 189.1  | 144  | 1,85 |
| 2007                    | HIR        | NPB        | 26  | 26  | 12  | 8  | 0  | 179.2  | 123  | 3,56 |
| Totaux                  | 11 saisons | 11 saisons | 271 | 177 | 103 | 89 | 1  | 1700.1 | 1257 | 3,68 |